# Abbaye de la Charmoye
L’abbaye de la Charmoye est une ancienne abbaye cistercienne située en Champagne, sur le territoire de l'actuelle commune de Montmort-Lucy. Aujourd'hui, il ne reste plus rien ni du couvent, ni de l'église.

## Histoire

### Fondation
En 1167, Henri Ier, dit « le Libéral », comte de Champagne, demande aux moines de Vauclair de venir fonder une abbaye sur ses terres, abbaye qu'il dote généreusement (fermes, droits d'usage de forêt).

### Moyen Âge
Philippe le Bel, en 1294, exempte de subsides les religieux de la Charmoye, et Louis XI les prend sous sa protection immédiate.

### Les destructions et la commende
À partir du concordat de Bologne, le règne des abbés commendataires se substitue au régime des abbés réguliers ; apportant en partie, la ruine de l'esprit religieux. 
L'abbaye ne compte que cinq religieux en 1615, nombre qui remonte à neuf en 1667, mais qui ne fait que descendre ensuite : sept en 1699, six en 1736 et en 1789 (à cette dernière date, on compte de surcroît une quinzaine de personnes attachées au service de l'abbaye).

### Fermeture à la Révolution
Le 13 février 1790, l'Assemblée constituante prononce l'abolition des vœux monastiques et la suppression des congrégations religieuses. L'abbaye est fermée, devient bien national. La vente de l'abbaye comme bien national a lieu entre le 4 février et le 20 mai 1791.

## Filiation et dépendances
La Charmoye est fille de l'abbaye de Vauclair. 
Les religieux de l'abbaye Saint-Sauveur de Vertus possédaient les droits d'usage dans les forêts des moines de la Charmoie. Ce droit fut réglé en 1222, par une sentence arbitrale de Blanche de Navarre, comtesse de Champagne. « Les religieux de Saint-Sauveur sont autorisés à faire couper, tous les jours , dans la forêt des religieux de la Charmoie, une voiture à deux chevaux, de bois long ou court, de toute essence, excepté le chêne et le hêtre, mais près de la vente, si la vente est au-delà de la Charmoie, de manière que la voiture ne puisse commodément aller et revenir le même jour, ils pourront faire leur voiture en deçà, jusqu'au chemin qui va de la Charmoie à l'ancienne fontaine du côté de Vertus. Si le bois blanc manque , ils pourront couper même du chêne et du hêtre. Tous les ans, d'ailleurs, les religieux de Saint-Sauveur pourront abattre trois gros chênes, en prévenant l'abbé de la Charmoie, ou son forestier. »

## Liste des abbés

### Abbés commendataires
À partir du concordat de Bologne, commence la série des abbés commendataires et seigneurs temporels :
---
- 1697-1706 : Paul-Yves Pezron

---